# Церква ікони Божої Матері «Живоносне Джерело» (Голосіївська пустинь)
Церква ікони Божої Матері «Живоносне Джерело» — головна церква відродженого Покровського Голосіївського чоловічого монастиря (так званої Голосіївської пустині). Сучасна будівля церкви зведена у 2000-х роках на місці зруйнованої у 1930-х—1980-х роках старої мурованої церкви.

## Історія
У 1631 році архімандрит Києво-Печерської лаври Петро Могила збудував у Голосієві, поблизу свого родинного садибного будинку невелику дерев'яну церкву на честь Іоанна Сучавського, молдавського великомученика і покровителя молдавського роду Мовіле, з якого походив Петро Могила. Реліквією церкви була привезена з Молдови частинка мощей великомученика. Церква стала однією з перших будівель монастирського комплексу Голосіївської пустині, яка, ймовірно, первісно також мала ім'я на честь Іоанна Сучавського.
У 1680-х роках поряд із церквою Іоанна Сучавського звели ще один храм на честь Варлаама та Іоасафа Індійських. Опікувався цією церквою тодішній архімандрит Києво-Печерської лаври Варлаам (Ясинський). Наступний архімандрит Лаври, учень Варлаама Йоасаф Кроковський також піклувався про Голосіївську пустинь, зокрема, за його правління для церкви Іоанна Сучавського відлили дзвін вагою понад 5 пудів, із зображенням великомученика Іоанна та пам'ятним написом. Втім, після смерті у 1718 році Іоасафа Кроковського дерев'яні храми Голосіївської пустині занепали. На початку 1750-х років за рішенням митрополита Тимофія (Щербацького) два храми об'єднали в один із назвою на честь Іоанна Сучавського. За свідченням сучасників нова церква мала верхній престол на честь святого Іоанна, а нижній — на честь святих Варлаама та Іоасафа.
Після секуляризації у 1786 році монастирських земель Голосіївську пустинь перевели до найнижчого, третього класу монастирів, за штатним розписом тут мало бути не більше 12 ченців, хоча за деякими даними у 1784 році тут мешкало 14 ченців. Того ж 1786 року в пустинь перевели останнього архімандрита Києво-Печерської лаври Зосиму Валкевича, після смерті якого у 1793 році монастир закрили. Церковні споруди пустині перенесли в інші обителі, зокрема, церкву Іоанна Сучавського, яку за часів архімандрита Зосима (або у 1764 році) переосвятили на честь ікони Божої Матері «Живоносне Джерело», перевели до Китаївської пустині.
Втім, на початку 1830-х років почалося відродження Голосіївської пустині. У березні 1831 році тут почали будівництво дерев'яної на мурованому фундаменті церкви, присвяченої знову Іоанну Сучавському, причому розібравши для цього церкву в ім'я Трьох Російських святителів у Китаєві. Керував роботами тесляр Федір Котов. Будівництво зайняло всього два з половиною місяці, церковне начиння передали з Києво-Печерської лаври, а в жовтні того ж року до церкви перенесли з Китаєва і частинку мощей Іоанна Сучавського. Для нової церкви виготовили два дзвони вагою 10 пудів 11 фунтів і 5 пудів 25 фунтів відповідно, а 1833 року до церкви повернули з Китаєва і перший дзвін із зображенням святого Іоанна. Того ж 1833 року благодійним коштом оновили іконостас.
У 1852 році церкву Іоанна Сучавського знову переосвятили на честь ікони Божої Матері «Живоносне Джерело». В церкві та біля неї ховали настоятелів і ченців обителі.

### XX століття
Наприкінці XIX століття митрополит київський Іоаннікій вирішив збудувати на місці старої занепалої церкви Живоносного Джерела нову, також дерев'яну на мурованому фундаменті, але цьому завадила його раптова смерть у 1900 році. Після смерті митрополита, який не залишив ніякого письмового заповіту, його родина почала претендувати на кошти, призначені для будівництва церкви (на той час стару церковну будівлю вже розібрали). Протягом десяти років тривав судовий позов від Лаври проти родичів покійного митрополита Іоаннікія, який зрештою виграла Лавра. Однак за ці роки деревина значно зросла в ціні, тому лаврський синод вирішив будувати цегляну церкву. Проєкт храму склав єпархіальний архітектор Євген Єрмаков. Будівництво почалося у 1910 році і завершилося у 1912 році. Освятив новозведений храм намісник Києво-Печерської лаври архімандрит Амвросій (Булгаков) 4 (17) жовтня 1912 року.
Нова мурована церква Живоносного джерела була мурованою, п'ятибанною, квадратною у плані, декорованою у формах московсько-ярославської архітектури XVI—XVII століть. Фасади були пишно оздоблені дрібними візерунками з цегли, основний об'єм увінчувався п'ятьма цибулястими банями на круглих у плані барабанах. Підрядником, що відповідав за будівельні роботи, після своєрідного конкурсу призначили Спиридона Бикова, внутрішнє опорядження робив майстер штукатурних робіт В. Сафонов. Інтер'єр церкви прикрашав двоярусний сосновий іконостас із іконами, виконаними на поцинкованих дошках, виготовлений в іконописній майстерні Д. Невежина.
Після встановлення в Києві радянської влади Голосіївську пустинь закрили, у 1927 році припинилися богослужіння в церкві Живоносного джерела. Пізніше будівлю церкви знищили вибухівкою, це сталося у 1930-х роках або пізніше, до 1980-х років.

### Відновлення
У 1993 році, вже за незалежної України, в Голосієві знову відкрився чернечий скит. У 1994—1995 роках архітектори інституту «Укрпроектреставрація» В. Хромченков і О. Нікітіна розробили проєктну пропозицію щодо відновлення церкви Живоносного джерела, а у 1997—1998 році АТ «Київпроект» виконав проєкт відновлення архітектурного ансамблю Голосіївської пустині (архітектор Г. Гречина). У 1999 році освятили місце закладки нової мурованої церкви Живоносного джерела, зведення церковної будівлі, відтвореної максимально наближено до проєкту Єрмакова, завершили 2003 року. Нова церква зведена на вцілілих фундаментах старої, проте, на відміну від проєкту 1910—1912 років, має дев'ять бань, а не п'ять. У 2007 році розпочався розпис інтер'єрів церкви. Богослужіння в церкві проводяться з весни 2005 року. Реліквіями церкви Живоносного джерела є мощі преподобного Парфенія та преподобного Олексія Голосіївського, ікони з частками мощей Іоанна Сучавського та Миколая Іскрівського.
18 травня 2006 року в церкві Живоносного джерела перепоховали рештки матінки Аліпії. Біля будівлі храму відновили монастирський цвинтар.